# لئونارد رید
لئونارد ادوارد رید (Leonard Edward Read)‏ (۲۶ سپتامبر ۱۸۹۸–۴ می ۱۹۸۳)، مؤسس بنیاد آموزش اقتصاد (FEE)، یکی از اولین اتاق‌های فکر بازار آزاد در ایالات متحده است. او ۲۹ کتاب و تعداد زیاد مقاله شامل کتاب معروف «I، پنسل» (۱۹۵۸) را نوشته‌است.

## حرفه تجاری
پس از فعالیت اندک در خدمات هوایی ارتش ایالات متحده در جریان جنگ جهانی اول، رید تجارت عمده فروشی خواربار را در ان آربور، میشیگان آغاز کرد که در ابتدا موفق بوده و نهایتاً سقوط کرد. او به کالیفرنیا رفته و در آنجا حرفه جدید خود را در اتاق تجارت برلینگیم نزدیک سانفرانسیسکو آغاز کرد. رید به تدریج در سلسله مراتب اتاق تجارت ایالات متحده بالا رفته نهایتاً در سال ۱۹۳۹ میلادی، مدیر کل شاخه لس آنجلس بزرگترین اتاق تجارت در آمریکا شد.

## کنشگری در لیبرتاریان
در جریان این مدت دیدگاه‌های او روز به روز بیشتر لیبرتاریان می‌شد. ظاهراً، در سال ۱۹۳۳ بود، در جریان یک ملاقات با ویلیام سی. مولندور، معاون اجرائی ادیسون کالیفرنیای جنوبی که رید نهایتاً متقاعد شد که New Deal کاملاً غیرمؤثر بوده و از لحاظ اخلاقی ورشکسته شده‌است. رید همچنین عمیقاً متأثر از عقاید دینی‌اش بود. شبان او، محترم جیمز دبلیو. فیفیلد جونیور، کشیش اولین کلیسای جامع ۴۰۰۰ عضوی لس آنجلس بود که رید نیز عضوی از این هیئت بود. فیفیلد یک «جنبش مقاومت» را در برابر «انجیل اجتماعی» نیو دیل راه اندازی کرده، تلاش کرد تا کشیشان را در سرتاسر کشور به پذیرش «آرمان‌های روحانی» طرفدارآزادی فردی متقاعد بسازد. در جریان این مدت که رید برای اتاق تجارت کار می‌کرد، همچنین عمیقاً متأثر از شخصیت‌های دیگر سکولار، مثل آلبرت جی ناک و بعداً آین راند و اقتصاددان لودویگ فان میسز و هنری هازلیت، شد.
در سال ۱۹۴۵ میلادی، ورگیل جوردن، رئیس هیئت ملی کنفرانس صنعتی (NICB) در نیویورک، از رید دعوت کرد تا معاون اجرائی او شود. رید دانست که باید NICB را ترک کند تا ترویج تمام وقت بازار آزاد، اصول محدود دولت را دنبال نماید. در نتیجه او استعفا داد.
یکی از کمک کنندگان از زمان کوتاه او در NICB، دیوید ام. گودریخ، رید را تشویق کرد تا مؤسسه خود را به راه بیندازد. با کمک گودریخ، همچنین کمک مالی از سوی صندوق ویلیام وولکر و هارولد لونداو، رید و هازلیت بنیاد آموزش اقتصاد را در سال ۱۹۴۶ میلادی بنیانگذاری کردند و به نوبهٔ خویش، به فریدریش هایک انگیزه دادند تا انجمن موند پلرین را در همان سال شکل دهند. راند برای مدتی در دهه ۱۹۴۰ مشاور مهمی به رید بود.
رید در سال ۱۹۵۰ میلادی به هیئت مدیره مجله جدیداً تأسیس شده The Freeman، مجله بازار آزاد که پیشتاز مرور ملی محافظه کار بود ملحق شد، مجله‌ای که رید در آن نیز مقاله می‌نوشت. در سال ۱۹۵۴ میلادی رید این مجله را که در حال تقلا بود آماده ساخت تا به شرکت انتفاعی تحت تصرف FEE تبدیل شود. FEE در سال ۱۹۵۶ میلادی کنترل مستقیم مجله را به‌دست گرفته و آن را به یک ابزار غیرانتفاعی برای بنیاد تبدیل کرد.
رید در سال ۱۹۷۶ میلادی از Universidad Fransisco Marroquin دکترای افتخاری دریافت کرد. او تا زمان مرگش در سال ۱۹۸۴ میلادی، به کارش با FEE ادامه داد.

## ارجاعات
1. ↑  North, Gary. (August 7, 2002) "Leonard E. Read's Small Tent Strategy", LewRockwell.com
2. ↑  Opitz, Edmund A. (September 1998), "Leonard E. Read: A Portrait", The Freeman, 48 (9), archived from the original on 2013-04-16, retrieved 2011-03-22
3. ↑  Burns, Jennifer, Goddess of the Market: Ayn Rand and the American Right, 2010, Oxford Univ. Press, pp. 115–20.
4. ↑  Hamilton, Charles H. (1999). "Freeman, 1950-".  In Lora, Ronald; Henry, William Longton (eds.). The Conservative Press in Twentieth-Century America. Westport, Connecticut: Greenwood Publishing Group. pp. 321–27. ISBN 0-313-21390-9. OCLC 40481045.
5. ↑  Doherty, Brian (2007). Radicals for Capitalism: A Freewheeling History of the Modern American Libertarian Movement. New York: Public Affairs. pp. 198–99. ISBN 978-1-58648-572-6. OCLC 76141517.